# Pólko (Nidzica)
Pólko (deutsch Terten) ist ein kleiner Ort in der polnischen Woiwodschaft Ermland-Masuren und gehört zur Gmina Nidzica (Stadt- und Landgemeinde Neidenburg) im Powiat Nidzicki (Kreis Neidenburg).
Pólko liegt am Südwestufer des Omulef-Sees (polnisch Jezioro Omulew) im Südwesten der Woiwodschaft Ermland-Masuren, 14 Kilometer nördlich der Kreisstadt Nidzica (deutsch Neidenburg).
Die vor 1820 Terte genannte Försterei gehörte zum Staatsforst Kommusin (polnisch Koniuszyn) und war bis 1929 in den gleichnamigen  Forstgutsbezirk eingegliedert. Fünf Einwohner zählte Terten im Jahre 1910. Von 1929 bis 1945 gehörte der kleine Ort zur Gemeinde Jablonken (1938 bis 1945 Seehag, polnisch Jabłonka).
Nach der Überstellung des gesamten südlichen Ostpreußens 1945 in Kriegsfolge an Polen erhielt Terten die polnische Namensform „Pólko“. Heute ist die Osada leśna (= Waldsiedlung) in die Gmina Nidzica (Stadt- und Landgemeinde Neidenburg) im Powiat Nidzicki (Kreis Neidenburg) integriert, bis 1998 der Woiwodschaft Olsztyn, seither der Woiwodschaft Ermland-Masuren zugehörig.
Bis 1945 war Terten in die evangelische Kirche Lahna in der Kirchenprovinz Ostpreußen der Kirche der Altpreußischen Union sowie in die römisch-katholische Kirche Neidenburg im Bistum Ermland eingepfarrt. Heute gehört Pólko sowohl evangelischer- als auch katholischerseits zu Jabłonka mit  jeweiliger Filialkirche der Pfarrei Nidzica in der Diözese Masuren der Evangelisch-Augsburgischen Kirche in Polen bzw. der Pfarrei Łyna im jetzigen Erzbistum Ermland.
Pólko liegt an einer Nebenstraße, die bei Napiwoda (Grünfließ) von der Woiwodschaftsstraße 545 abzweigt und über Wilczyce (Wolfsgarten) nach Jabłonka (1938 bis 1945 Seehag) und weiter zur Landesstraße 58 führt. Eine Anbindung an den Bahnverkehr besteht nicht.